# 332-я стрелковая дивизия
332-я стрелковая Ивановско-Полоцкая ордена Суворова дивизия имени М. В. Фрунзе — воинское соединение Вооружённых Сил СССР в Великой Отечественной войне.
Сокращённое наименование — 332 сд.

## История формирования

Юра Жданко, 10-летний воспитанник разведроты дивизии

332-я стрелковая дивизия начала своё формирование 20 августа 1941 года на основании директивы командующего войсками МВО № 106069 от 18 августа 1941 года. 20 августа 1941 года Государственный Комитет Обороны по просьбе партийных, советских и общественных организаций города Иваново и Ивановской области вынес постановление «1. 332 стрелковую дивизию укомплектовать лучшими людьми города Иваново и области, рабочими ткачами и лучшими колхозниками. Дивизию именовать „332 Ивановская имени М. В. Фрунзе стрелковая дивизия“…». Части дивизии при формировании дислоцировались в окрестностях г. Иваново: в Новоталицком парке, в лагере Харинка, в Куваевском лесу (ныне Парк им. Революции 1905 года), штаб дивизии — г. Иваново. 26 сентября 1941 года формирование дивизии было закончено.
10 октября 1941 года, выполняя приказ МВО, дивизия погрузилась в эшелоны и отбыла к месту обороны ближайших юго-западных подступов Москвы; к исходу 24 октября заняла тыловой рубеж обороны по линии Красное, Чертаново, Царицыно, Брошлево.
7 ноября 1941 года дивизия была удостоена чести участвовать в историческом параде на Красной площади в Москве.
11 ноября дивизия была включена в состав формирующейся 10-й армии.

## Участие в боевых действиях
Период вхождения в действующую армию: с 24 октября 1941 года по 9 мая 1945 года.
В составе 10-й армии участвовала в советском контрнаступлении под Москвой. 6 декабря дивизия перешла в наступление из района Зарайска на Серебряные Пруды, которые были освобождены на следующий день, 7 декабря. Захвачены большие трофеи 29-й моторизованной пехотной дивизии вермахта. 9 декабря части дивизии вошли в оставленный немецкими войсками Венёв Тульской области.
10 декабря 1941 года дивизия была подчинена конно-механизированной группе генерала П. А. Белова и далее действовала в её боевых порядках. Понесла большие потери в боях 13—14 декабря севернее села Дедилово с отступающими частями немецкой 3-й танковой дивизии.
20 декабря 1941 года на основании приказа командующего Московской зоной обороны от 19 декабря 1941 года части дивизии выступили в новый район по маршруту Москва, Кимры, Лихославль, Торжок, Осташков. Совершив 400-километровый марш, дивизия к 26 декабря 1941 года сосредоточилась в районе Осташков и соседних деревнях: Залесье (штаб дивизии), Никольское, Замешье. Полки дивизии сосредоточились на восточном берегу озера Селигер.
Дивизия была включена в состав 4-й ударной армии Северо-Западного фронта (с 22 января в составе Калининского фронта) и приняла участие в Торопецко-Холмской наступательной операции. В начале 1942 года дивизия участвовала в освобождении населённых пунктов: Андреаполь, Западная Двина, Демидов. К февралю 1942 года дивизия вышла в район Велижа, где в составе 4-й ударной армии в течение почти 17 месяцев вела кровопролитные бои. В августе 1943 года дивизия вошла в состав 92-го стрелкового корпуса.
С октября 1943 года в составе 43-й армии 1-го Прибалтийского фронта, с ноября по декабрь участвует в наступательных боях на витебском направлении.
С февраля 1944 года дивизия в составе 91-го стрелкового корпуса 4-й ударной армии, с марта — 60-го стрелкового корпуса, участвует в освобождении Белорусской ССР — в Витебской и Полоцкой наступательных операциях. С июля 1944 года в составе 83-го стрелкового корпуса участвовала в освобождении города Полоцка. 4 июля за отличие в боях 332-й стрелковой Ивановской дивизии имени М. В. Фрунзе были присвоено почётное наименование «Полоцкая».
Дивизия принимала участие в Режицко-Двинской, Рижской и Мемельской наступательных операциях.
22 октября 1944 года указом Президиума Верховного Совета СССР за образцовое выполнение заданий командования в боях с немецкими захватчиками при прорыве обороны противника юго-восточнее города Рига и проявленные при этом доблесть и мужество дивизия награждена Орденом Суворова II степени.
С января 1945 года дивизия в составе 84-го стрелкового корпуса участвовала в ликвидации Курляндской группировки противника. Закончила войну дивизия в составе Ленинградского фронта в районе Приекуле.
Расформирована в 1946 году в Прибалтийском военном округе.

## Состав
- 1115-й стрелковый полк
- 1117-й стрелковый полк
- 1119-й стрелковый полк
- 891-й артиллерийский полк
- 268-й отдельный истребительно-противотанковый дивизион
- 330-я зенитная артиллерийская батарея (615-й отдельный зенитный артиллерийский дивизион) (до 9.03.1943)
- 390-я отдельная разведывательная (мотострелковая) рота
- 460-й пулемётный батальон (10.10.1942 — 15.05.1943)
- 608-й отдельный сапёрный батальон
- 779-й отдельный батальон связи (553-я отдельная рота связи)
- 413-й медико-санитарный батальон
- 406-я отдельная рота химзащиты
- 393-я автотранспортная рота[4]
- 182-я полевая хлебопекарня
- 751-й дивизионный ветеринарный лазарет
- 1407-я полевая почтовая станция
- 769-я полевая касса Госбанка[3][5]

## Подчинение
| Подчинение      | Подчинение                                     | Подчинение            | Подчинение                         |
| Дата            | Фронт (округ)                                  | Армия                 | Корпус                             |
| --------------- | ---------------------------------------------- | --------------------- | ---------------------------------- |
| 01.09.1941 года | Московский военный округ                       |                       |                                    |
| 01.11.1941 года | Войска обороны Москвы                          | 10-я армия            |                                    |
| 01.01.1942 года | Северо-Западный фронт                          | 4-я ударная армия     |                                    |
| 01.02.1942 года | Калининский фронт                              | 4-я ударная армия     |                                    |
| 01.11.1943 года | 1-й Прибалтийский фронт                        | 43-я армия            | 92-й стрелковый корпус             |
| 01.02.1944 года | 1-й Прибалтийский фронт                        | 4-я ударная армия     | 91-й стрелковый корпус             |
| 01.03.1944 года | 1-й Прибалтийский фронт                        | 4-я ударная армия     | 60-й стрелковый корпус             |
| 01.07.1944 года | 1-й Прибалтийский фронт                        | 4-я ударная армия     | 83-й стрелковый корпус             |
| 01.01.1945 года | 1-й Прибалтийский фронт                        | 4-я ударная армия     | 84-й стрелковый корпус             |
| 01.02.1945 года | 1-й Прибалтийский фронт                        | 6-я гвардейская армия | 14-й стрелковый корпус             |
| 01.03.1945 года | 2-й Прибалтийский фронт                        | 6-я гвардейская армия | 23-й гвардейский стрелковый корпус |
| 01.04.1945 года | Ленинградский фронт (Курляндская группа войск) | 42-я армия            | 122-й стрелковый корпус            |
| 01.05.1945 года | Ленинградский фронт                            | 67-я армия            | 23-й гвардейский стрелковый корпус |

## Командование дивизии

### Командиры дивизии
- Князьков, Сергей Алексеевич (28.08.1941 — 08.04.1942), полковник;
- Назаренко, Тихон Николаевич (9.04.1942 — 02.12.1943), подполковник;
- Егошин, Тихон Фёдорович (03.12.1943 — 30.07.1944), полковник, с 29.07.1944 генерал-майор (умер от ран 01.08.1944);
- Савченко, Иван Иванович (02.08.1944 — 23.11.1944), полковник (умер от ран 23.11.1944);
- Иванов, Сергей Сергеевич (24.11.1944 — 17.07.1946), полковник[7][8].

### Заместители командира дивизии по строевой части
- Заманов, Хаирбек Демирбекович (03.12.1943 — 07.02.1945), полковник.

### Военные комиссары (с 9.10.1942 заместители командира дивизии по политической части)
- Лоскутов, Василий Карпович (14.10.1941 — 12.11.1942), полковой комиссар, с 5.12.1942 полковник;
- Булашев, Валентин Николаевич (24.11.1942 — 16.06.1943), подполковник[9].

### Начальники штаба дивизии
- Колобутин, Анатолий Иванович (20.08.1941 — 30.01.1942), полковник;
- Врублевский, Семён Алексеевич (30.01.1942 — 15.07.1942), майор, подполковник;
- Сороко, Алексей Ильич (15.07.1942 — 15.10.1942), подполковник;
- Казанок, Виталий Захарович (15.10.1942 — 16.09.1944), подполковник, полковник;
- Фетисов, Иван Тимофеевич (16.09.1944 — 17.07.1946), полковник.

### Начальники политотдела, с 06.1943 он же заместитель командира по политической части
- Попов, Иосиф Фёдорович (14.10.1941 — 18.03.1942), старший батальонный комиссар, с 3.03. 1942 полковой комиссар;
- Асулгареев, Ханиф Камаевич (11.05.1942 — 16.06.1943), старший батальонный комиссар, с 17.11.1942 подполковник;
- Булашев, Валентин Николаевич (16.06.1943 — 17.07.1946), подполковник, с 21.09.1943 полковник[9].

### Командиры полков
(по справочнику комсостава на www.soldat.ru) 
- 1115 сп:
- Милованов Иван Егорович (28.09.1941 - 03.11.1941)
- Кулагин Иван Яковлевич (11.12.1941 - 11.02.1942)
- Самарский Алексей Терентьевич (c 08.02.1942)
- Самарский Алексей Терентьевич (20.04.1942 - 30.08.1942)
- Врублевский Семен Алексеевич (26.08.1942 - 07.01.1943)
- Гусев Михаил Яковлевич (07.01.1943 - 30.12.1943), ранен
- Рудоминский Михаил Антонович (c 15.11.1943)
- Жарков Сергей Васильевич (31.12.1943 - 02.04.1944)
- Крайнов Ефим Петрович (02.04.1944 - 14.07.1944)
- Адиулин Курмат Файзулович (15.07.1944 - 06.08.1944)
- Молодченко Дмитрий Захарович (15.06.1944 - 25.09.1944)
- 1117-й сп:
- Серебряков Анатолий Иванович (04.11.1941 - 15.09.1942)
- Беляев Констанин Васильевич (15.09.1942 - 22.09.1942)
- Карака Марк Григорьевич (22.09.1942 - 05.07.1943)
- Прохно Петр Кузьмич (05.07.1943 - 08.01.1944)
- 1119-й сп:
- Ромащенко Иван Фёдорович (11.12.1941 - 17.06.1942)
- Гнедин Василий Тихонович (22.02.1942 - 21.04.1942)
- Литвинов Василий Петрович (15.09.1942 - 14.11.1943)
- Щукин Владимир Петрович) (18.11.1943 - 10.03.1944)
- Молодченко Дмитрий Захарович (10.03.1944 - 02.04.1944)
- Мысин Николай Гурьянович(09.04.1944 - 03.08.1944), ранен
- Кудинов Константин Александрович (06.08.1944 - 19.09.1944), погиб 19.09.1944
- Матвеев Михаил Николаевич (02.09.1944 - 18.10.1944), ранен
- Хирный Николай Семенович (c 21.09.1944)
- Коржик Дмитрий Макарович (26.10.1944 - 07.01.1946)
- Верега Михаил Григорьевич (07.01.1946 - 29.05.1946)
- 891-й ап:
- Иванов Борис Васильевич (20.08.1941 - 15.11.1941), подполковник
- Биркалов Сергей Андреевич (15.11.1941 - 00.06.1943), полковник
- Крамаренко Константин Иванович (00.06.1943 - до расформирования), майор

## Награды и почётные наименования
| Награда (наименование)                     | Дата награждения                                                                   | За что получена |
| ------------------------------------------ | ---------------------------------------------------------------------------------- | --- |
| Почётное наименование «Ивановская»         | присвоено приказом Народного комиссара обороны СССР № 0310 от 20 августа 1941 года | по просьбе партийных, советских и общественных организаций города Иваново и Ивановской области, при формировании                                                                  |
| Почётное наименование «имени М. В. Фрунзе» | присвоено приказом Народного комиссара обороны СССР № 0310 от 20 августа 1941 года | по просьбе партийных, советских и общественных организаций города Иваново и Ивановской области, при формировании                                                                  |
| Почётное наименование «Полоцкая»           | присвоено приказом Верховного главнокомандующего № 0204 от 23 июля 1944 года       | за отличия в боях с немецкими захватчиками за овладение городом Полоцк |
| Орден Суворова II степени                  | награждена указом Президиума Верховного Совета СССР от 22 октября 1944 года        | за образцовое выполнение заданий командования в боях с немецкими захватчиками при прорыве обороны противника юго-восточнее города Рига и проявленные при этом доблесть и мужество |